# Christopher Castile
Christopher Castile est un acteur américain. Né le 15 juin 1980 dans le Comté d'Orange (Californie), il est le fils de Jon et Donna Castile. Il a une sœur plus jeune prénommée Bethany. Il commença sa carrière d'acteur à l'âge de 7 ans. 
Christopher Castile a arrêté sa carrière d'acteur depuis 1998. Diplômé d'un Master Degree, il est professeur de sciences politiques à l'université de Biola,,.

## Filmographie

### Cinéma
- 1992 : Beethoven : Ted Newton
- 1993 : Beethoven 2 (Beethoven's 2nd) : Ted Newton

### Télévision
- 1990 : ABC TGIF (série télévisée) : Mark.
- 1990 : Hurricane Sam (Téléfilm) : Neil Gianelli.
- 1990 : The Fanelli Boys (série télévisée) : Timmy
- 1990 : Going Places (série télévisée) : Sam Roberts.
- 1990 : The Family Man (série télévisée) : Lowell.
- 1990 - 1992 : La maison en folie (Empty Nest) (série télévisée) : Barry / Larry.
- 1991 - 1998 : Notre belle famille (Step by Step) (série télévisée) : Mark Foster.
- 1994 : ABC Sneak Peek with Step by Step (Téléfilm) : Mark Foster.
- 1995 : Fais-moi peur ! (Are You Afraid of the Dark?) - L'histoire du prisonnier (série télévisée) : Julien (Jason en VO).
- 1996 - 1998 : Hé Arnold ! (Hey Arnold) (série télévisée) : Eugene Horowitz.

## Distinctions
- 1993 : Young Artist Awards du meilleur jeune acteur dans une comédie familiale pour Beethoven.
- 1993 : Young Artist Awards du meilleur jeune acteur dans une série télévisée pour Notre belle famille (1991-1998).
- 1994 : Young Artist Awards du meilleur casting dans une série télévisée pour Notre belle famille (1991-1998) partagé avec Josh Byrne, Brandon Call, Staci Keanan, Christine Lakin et Angela Watson.
- 1995 : Young Artist Awards du meilleur casting dans une comédie familiale pour Beethoven 2 (1994) partagé avec Nicholle Tom et Sarah Rose Karr.
- 1996 : Young Artist Awards du meilleur jeune acteur dans une série télévisée pour Notre belle famille (1991-1998).